# Аленбах
Аленбах (на немски: Allenbach) е община в Рейнланд-Пфалц, Германия, с 635 жители (2015).
Еленбах е споменат за пръв път през 1265 г., тогава към Графство Спонхайм.